# Жозе Емилио Фуртадо
Жозе Емилио Фуртадо (на португалски: José Emilio Furtado, произнася се Жузѐ Емилиу Фуртаду) е португалски футболист, нападател.

## Биография
Роден на 14 март 1983 г. Футболист на ЦСКА от декември 2005 г. Предишни отбори: ФК Вихрен, Ф.К. Порто (Португалия), Каса Пия (Португалия), Туризензе (Португалия). Има гражданство от Кабо Верде. Голмайстор на България през сезон 2005/06 с 16 попадения. Носител на Купата на България с ЦСКА. Има участия в юношеските гарнитури и младежкия национален отбор по футбол на Португалия. През май 2007 е отстранен от отбора след сбиване с тогавашния капитан Валентин Илиев.